# エンドゼピン
エンドゼピン(Endozepine)は、ベンゾジアゼピン様の効果を持つ内生化合物であり、内因性ベンゾジアゼピンリガンドとして知られる。肝性脳症と関連するとされ、また頻発昏迷の一部とも関連があるのではないかと言われている。その他のベンゾジアゼピン化合物と同様に、フルマゼニルで拮抗される可能性が示唆されている。